# Алфред Молина
Алфред Молина (на английски: Alfred Molina) е английски актьор. 

## Биография
Роден е на 24 май 1953 г. в Лондон в семейството на баща испанец и майка италианка. Молина е известен като театрален, телевизионен и кино актьор.
Сред най-известните филми с негово участие са Видове, Буги нощи, Магнолия, Шоколад. Последните му роли са от на злодеите Doctor Octopus във филма Spider-Man от 2004 г., Spider-Man 2 и епископ Мануел Арингароса във филмовата адаптация на романа на Дан Браун Шифърът на Леонардо.
Женен е за актрисата Джил Гаскойн и има две деца.

## Филмография
- Похитителите на изчезналия кивот (1981) as Satipo
- Letter to Brezhnev (1985) – Сергей
- Prick Up Your Ears (1987) as Kenneth Halliwell
- Не без дъщеря ми (1991) as Moody
- Enchanted April (1992) as Mellersh Wilkins
- Маверик (1994) as Angel
- Белия зъб 2: Митът за белия вълк (1994) – Rev. Leland Drury
- Видове (1995) as Dr. Stephan Arden
- The Perez Family as Juan Raúl Perez
- Мъртвецът (1995) as Trading Post Missionary
- Before and After (1996) as Panos Demeris
- Буги нощи (1997) as Rahad Jackson (Eddie Nash)
- The Man Who Knew Too Little (1997) as Boris 'The Butcher' Blavasky
- The Impostors (1998) as Sir Jeremy Burtom
- Dudley Do-Right (1999) as Snidely K. 'Whip' Whiplash
- Магнолия (1999) – Соломон Соломон
- Шоколад (2000) – граф дьо Рейно
- Фрида (2002) – Диего Ривера
- My Life Without Me (2003) – бащата на Ан
- Самоличност (2003) – д-р Малик
- Кафе и цигари (2003) – себе си
- Luther (2003) as Johann Tetzel
- Спайдър-Мен 2 (2004) – Д-р Октопус
- Шифърът на Леонардо (2006) – епископ Мануел Арингароса
- Коприна (2007) as Baldabiou
- Съзряване (2009) – Джак Мелър
- Розовата пантера 2 (2009) – Randall Pepperidge
- Принцът на Персия: Пясъците на времето (2010) – Sheik Amar
- Чиракът на магьосника (2010) - Хорват
- Ранго (2011) – Roadkill (глас)
- Любовта е странно нещо (2014) – George Garea
- Свада (2017) – Робърт Олдрич
- Момиче с потенциал (2020) – Джордан Грийн